# Hollands Kroon
Hollands Kroon è una municipalità dei Paesi Bassi di 47 613 abitanti situata nella provincia dell'Olanda Settentrionale. È stato istituito il 1º gennaio 2012 dalla fusione dei precedenti comuni di Anna Paulowna, Niedorp, Wieringen e Wieringermeer.